# La traviata a Paris
La traviata a Paris è un film-opera de La traviata di Giuseppe Verdi girato in diretta televisiva e in mondovisione, per la regia di Giuseppe Patroni Griffi, ideato e prodotto da Andrea Andermann nel 2000.
Il maestro Zubin Mehta dirige l'Orchestra sinfonica nazionale della RAI.
Una Traviata che si svolge in diretta, con un cronista televisivo che tra i fatti del giorno avvenuti in Francia il 3 giugno 2000, si collega in diretta sul luogo dell'azione ma al tempo un secolo esatto prima, nella Parigi del 3 giugno 1900 (l'ambientazione dell'opera è quindi postdatata rispetto all'originale, pensato per gli anni '50 del XIX secolo).
Da lì parte la storia nota della Traviata verdiana, in cui i fatti accadono e sono raccontati in quattro diversi luoghi di Parigi e dintorni, in quattro diversi momenti della giornata: l'Ambasciata italiana a Parigi è la casa di Violetta nel primo atto, il "villaggio bretone" di Maria Antonietta a Versailles il ritiro di campagna del primo quadro del secondo atto, il Petit Palais la casa di Flora nel secondo quadro del secondo atto e un appartamentino sull'Île Saint-Louis la modesta dimora di Violetta nel terzo atto.